# Etimologías (Isidoro de Sevilla)

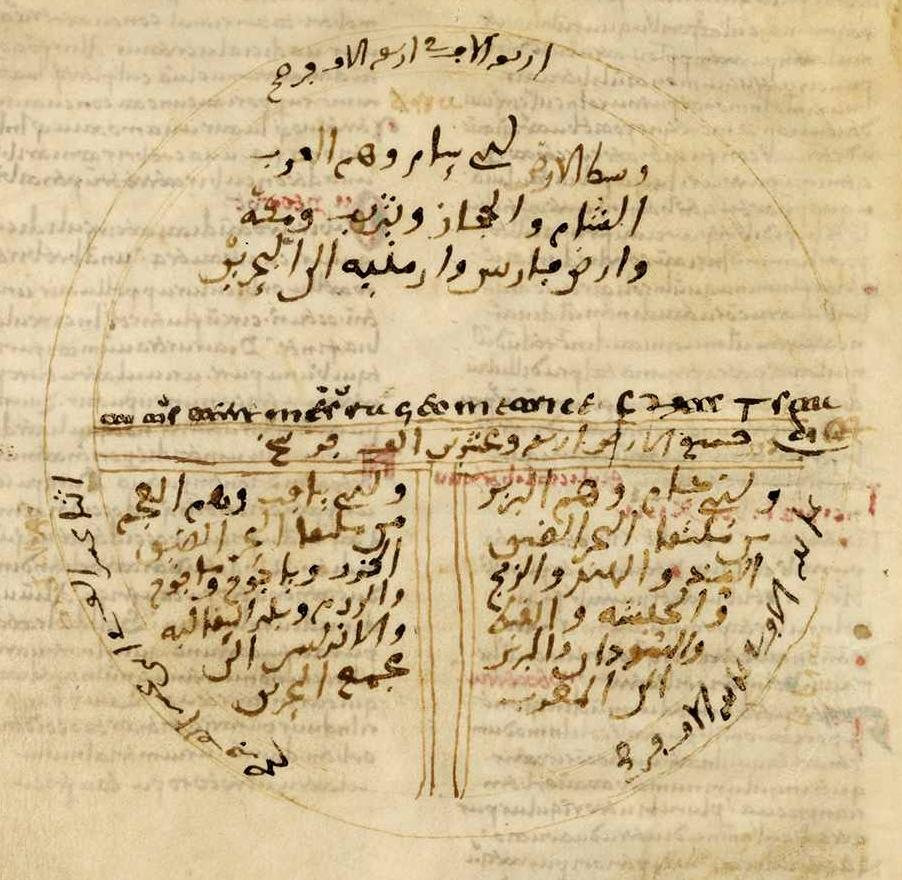
Mapa de T en O, con escritura árabe del folio 116v del Códice toledano.

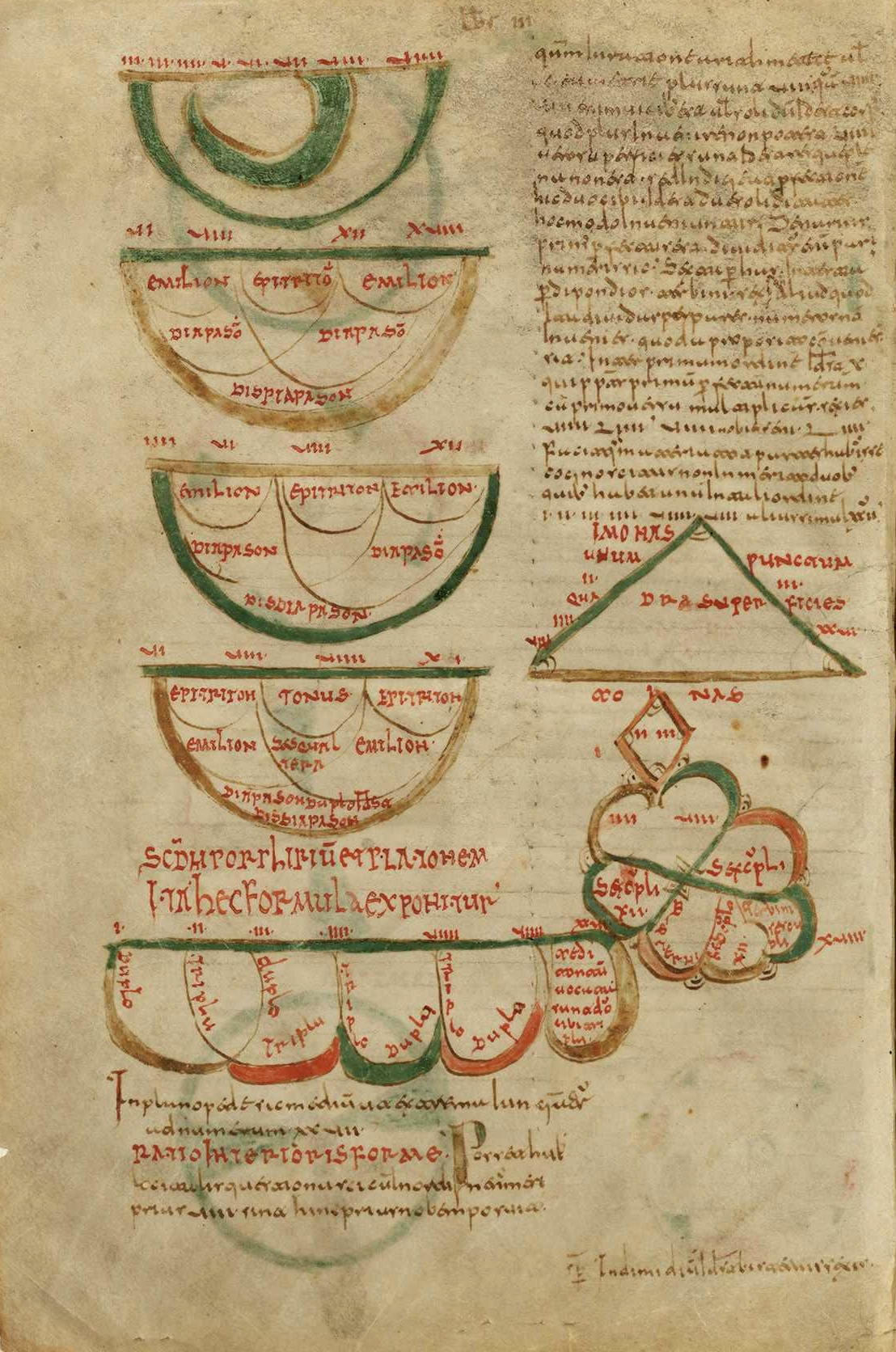
Folio 26v miniado a tintas roja, amarilla, negra y verde del Códice toledano

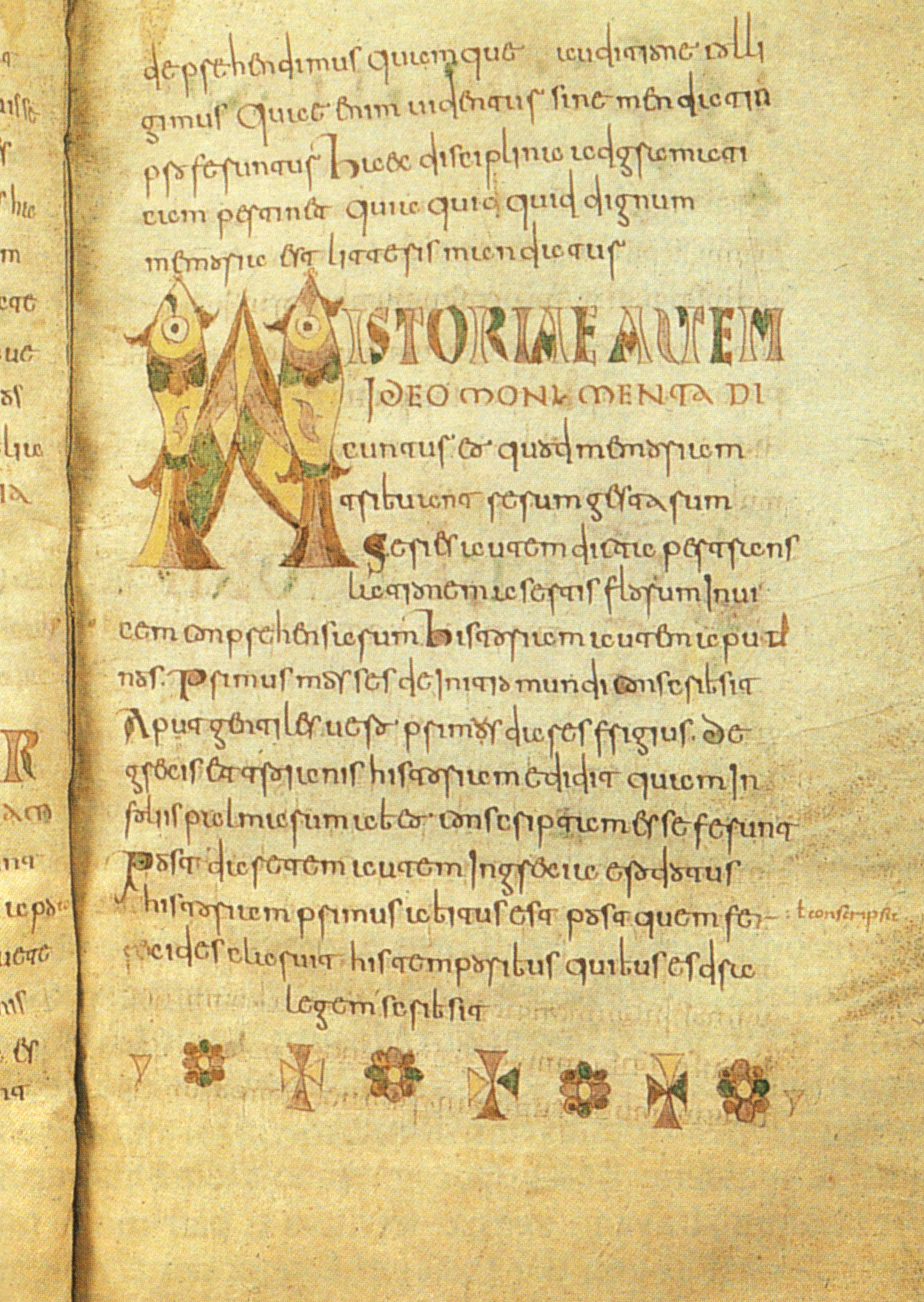
Página de Etymologiae, manuscrito carolingio, Bruselas, Biblioteca Real de Bélgica.

Etimologías (Etymologiae u Originum sive etymologiarum libri viginti) es la obra más conocida de San Isidoro de Sevilla. Toma su nombre del procedimiento de enseñanza que utiliza, explicar la etimología de cada palabra relacionada con el tema. El título también puede provenir de la materia de la que trata uno de los veinte libros de los que se compone la obra (concretamente el décimo). Fue escrita por Isidoro poco antes de su muerte, en plena madurez (627–630), a petición de Braulio, obispo de Zaragoza. Es, con toda seguridad, una de las obras más copiadas y difundidas en la Edad Media europea, por la amplitud de temas que abarca, y los conocimientos y referencias que salva.

## Descripción
Se trata de una inmensa compilación en la que se almacena, sistematiza y condensa todo el conocimiento de su tiempo. A lo largo de gran parte de la Edad Media fue el texto más usado en las instituciones educativas. También fue muy leído durante el Renacimiento (al menos diez ediciones fueron impresas entre 1470 y 1530). Gracias a esta obra, se hizo posible la conservación de la cultura romana y su transmisión a la España visigoda. Esta recopilación de la cultura clásica fue tan apreciada, que en gran medida sustituyó el uso de las obras de los clásicos cuyo saber recoge, de modo que muchas dejaron de ser copiadas y están perdidas, como por ejemplo las obras del gran erudito romano Marco Terencio Varrón. San Isidoro poseyó un gran conocimiento de los poetas griegos y latinos. Entre todos, cita ciento cincuenta y cuatro autores. Muchos de ellos los había leído en los textos originales y otros en las compilaciones en uso para su época. Puede tratarse perfectamente de la primera enciclopedia de la historia de Europa después de la antigüedad.
Por lo que respecta al estilo de la obra, es conciso y claro, y en cuanto a su orden, admirable. Braulio, a quien Isidoro la envió para su corrección, y a quien la dedicó, la divide en veinte libros. Los tres primeros libros introducen el trivium y el quadrivium.
Todo el primer libro está dedicado a la gramática, incluida la métrica. Imitando el ejemplo de Casiodoro y Boecio preservó la tradición lógica de la escuela reservando el segundo libro para la retórica y la dialéctica, y el tercero para las matemáticas.
San Isidoro debe mucho a las traducciones del griego de Boecio. Celio Aureliano, traductor latino e intérprete de autores griegos entre los que destacan Asclepíades de Bitinia y Sorano de Éfeso, es la fuente principal de la parte del cuarto libro que se dedica a la medicina. Lactancio es el autor más extensamente citado en el libro undécimo, dedicado al hombre. Los libros duodécimo, décimo tercero y décimo cuarto se basan en los escritos de Plinio el Viejo y Cayo Julio Solino. El plan general de la obra parece haberse basado en los Prata de Suetonio, hoy perdidos (se trataba de una historia natural).
La difusión e influencia de las Etimologías fue enorme y su autor mereció la admiración de intelectuales de la talla de Beda el Venerable o Tomás de Aquino. Dante Alighieri, en su Divina Comedia escrita en el siglo XIV d. C., lo incluyó en la cuarta esfera del Paraíso, como uno de los doce sabios de la Iglesia: Vedi oltre fiammeggiar l'ardente spiro d'Isidoro, di Beda e di Riccardo (canto X, 130-131).
A pesar de la condición de obispo de san Isidoro, su obra contiene abundante información sobre el ya extinguido mundo pagano, sobre sus dioses y costumbres, sin eliminarlos por su condición poco acorde con los principios cristianos, lo que da aún más valor a la compilación realizada por Isidoro. 

## Libros contenidos

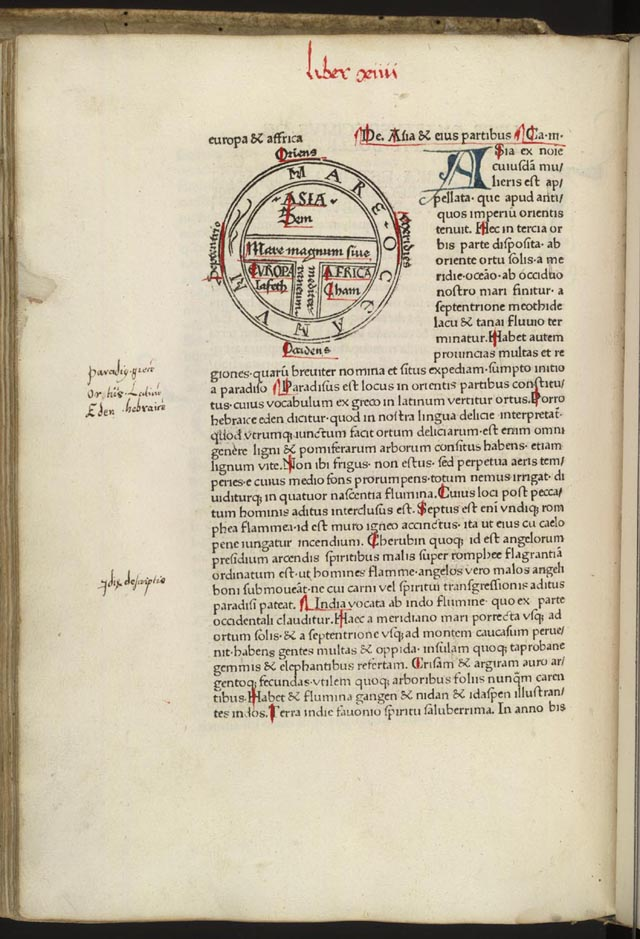
Primera edición impresa. Incunable (Augsburgo, Guntherus Ziner, 1472). Título de la página del capítulo 14 (De terra et partibus), con mapa de T en O.

| Libro                                                                   | Tema                                                                              | Fuentes primarias |
| ----------------------------------------------------------------------- | --------------------------------------------------------------------------------- | --- |
| (Inspiración de obra)                                                   | (Enciclopedia etimológica)                                                        | La Historial Natural de Plinio el Viejo                                                                                    |
| Libro I: de grammatica                                                  | Trivium: gramática                                                                | Institutiones de Casiodoro                                                                                                 |
| Libro II: de rhetorica et dialectica                                    | Trivium: retórica y dialéctica                                                    | Casiodoro |
| Libro III: de quatuor disciplinis mathematicis                          | Quadrivium: aritmética, geometría, música, astronomía                             | Boecio en matemáticas; Casiodoro                                                                                           |
| Libro IV: de medicina                                                   | Medicina                                                                          | Celio Aureliano, Sorano de Éfeso, Plinio el Viejo                                                                          |
| Libro V: de legibus et temporibus                                       | Derecho y cronología                                                              | Instituciones de Gayo, Breviario de Alarico                                                                                |
| Libro VI: de libris et officiis ecclesiasticis                          | Antologías y oficios eclesiásticos                                                | Agustín de Hipona, Jerónimo, Gregorio Magno, Instituciones divinas de Lactancio, Tertuliano                                |
| Libro VII: de deo, angelis, sanctis et fidelium ordinibus               | Dios, los ángeles y los santos: jerarquías del Cielo y la Tierra                  | Agustín, Jerónimo, Gregorio Magno, Lactancio, Tertuliano                                                                   |
| Libro VIII: de ecclesia et sectis diversis                              | La iglesia, los judíos, y sectas hereticas; filósofos paganos, profetas y sibilas | Agustín, Jerónimo, Gregorio Magno, Lactancio, Tertuliano (cristiano); Varrón, Cicerón, Plinio El Viejo (pagano)            |
| Libro IX: de linguis, gentibus, regnis, militia, civibus, affinitatibus | Lenguas, gentes, reinos, ejércitos, ciudades y títulos                            | Agustín, Ambrosio, Jerónimo, Servio, Plinio El Viejo, Solino (Quien tomó prestado de Plinio)                               |
| Libro X: de vocabulis                                                   | Etimologías                                                                       | Marco Verrio Flaco via Rufo Festo; Servio; los Padres de la Iglesia.                                                       |
| Libro XI: de homine et portentis                                        | El hombre, presagios, y transformaciones                                          | Libro XI – XX de Plinio El Viejo Historia natural, Servio, Solino                                                          |
| Libro XII: de animalibus                                                | Bestias y pájaros                                                                 | Plinio, Servio, Solino, Hexamerón de Basilio el Grande                                                                     |
| Libro XIII: de mundo et partibus                                        | El mundo físico y su composición                                                  | como Libro XI |
| Libro XIV: de terra et partibus                                         | Geografía                                                                         | como Libro XI; Historia contra los paganos de Paulo Orosio                                                                 |
| Libro XV: de aedificiis et agris                                        | Edificios públicos, obras públicas, caminos                                       | Columela, Servio |
| Libro XVI: de lapidibus et metallis                                     | Metales y piedras                                                                 | Plinio, Servio, Solino |
| Libro XVII: de rebus rusticis                                           | Agricultura                                                                       | Catón vía Columela, Plinio El Viejo, Servio, Solino, Rutilio Tauro Emiliano Paladio, Varrón                                |
| Libro XVIII: de bello et ludis                                          | Terminología de la guerra, juegos públicos, jurisprudencia                        | Servio; Tertuliano on juegos públicos                                                                                      |
| Libro XIX: de navibus, aedificiis et vestibus                           | Buques, casas, y vestimenta                                                       | Servio; además Jerónimo, Rufo Festo, Plinio El Viejo, Marco Cecio Faventino, Rutilio Tauro Emiliano Paladio, Nonio Marcelo |
| Libro XX: de penu et instrumentis domesticis et rusticis                | Las provisiones, utensilios domésticos, agrícolas y los mobiliarios               | como Libro XIX |

## Recepción

### Edad Media y Renacimiento
Isidoro fue muy influyente durante la Edad Media, alimentándose directamente de listas de palabras y enciclopedias de Papias, Huguccio, Bartolomeo Ánglico o Vincent de Beauvais, además de ser utilizado en todas partes en forma de pequeños fragmentos. Su influencia también alcanzó a las colecciones de acertijos medievales tempranos como las adivinanzas Bern Riddles o la Aenigmata de Aldhelmo. 
Fue citado por Dante Alighieri y por Geoffrey Chaucer, y su nombre fue mencionado por los poetas Boccaccio, Petrarca y John Gower, entre otros. Dante llegó a colocar a Isidoro en el Paraíso en la parte final de su Divina comedia (10.130-131).
A lo largo de la Edad Media, las Etymologiae fue el libro de texto más utilizado, considerado un gran repositorio del saber clásico que, en gran medida, reemplazó el uso de las obras individuales de los propios clásicos, cuyos textos completos ya no se copiaban, por lo que se fueron perdiendo. Fue uno de los compendios más populares en las bibliotecas medievales.

### Moderna
El clasicista Wallace Lindsay anotaba en 1911, después de haber editado recientemente a Isidoro para Clarendon Press: "El entusiasmo de un editor pronto se enfría al descubrir que el libro de Isidoro es realmente un mosaico de piezas tomadas prestadas de escritores anteriores, sagrados y profanos, a menudo su ipsa verba sin alteración". Observaba, adicionalmente, que una parte de los textos citados se han perdido: la Prata de Suetonio, por ejemplo, solo puede reconstruirse a partir de extractos del texto de Isidoro.
En opinión de John T. Hamilton, escribía en The Classical Tradition en 2010: "Nuestro conocimiento del pensamiento antiguo y medieval temprano le debe una enorme cantidad a esta enciclopedia, un catálogo reflexivo de la sabiduría recibida, que los autores de la única traducción completa al inglés, se presenta, posiblemente, el libro más influyente, después de la Biblia, en el mundo erudito del Occidente latino durante casi mil años". En estos días, por supuesto, Isidoro y sus Etimologías no son nombres conocidos... pero el Vaticano ha nombrado a Isidoro santo patrón de Internet, lo que probablemente hará que su obra sea un poco más conocida.
Ralph Hexter, también escribiendo en The Classical Tradition, comenta sobre "la obra más grande y enormemente influyente de Isidoro... en la que todavía estaba trabajando en el momento de su muerte... su propia arquitectura, en general, es relativamente clara (aunque algo arbitraria)... En el nivel más profundo, esta enciclopedia de Isidoro tiene sus raíces en el sueño de que el lenguaje puede capturar el universo y que si lo analizamos correctamente, puede llevarnos a la comprensión adecuada de la creación de Dios. Sus derivaciones de palabras no se basan en principios de la lingüística histórica sino que siguen su propia lógica... Isidoro es un maestro del bricolaje... Sus abreviaciones y compilaciones transmitieron los conocimientos antiguos, pero Isidoro, que a menudo se basó en escolios y compilaciones anteriores, a menudo es simplista científica y filosóficamente, especialmente en comparación con figuras como Ambrosio y Agustín".
Peter Jones, escribiendo en The Daily Telegraph, compara las Etimologías con Internet: "Las Etimologías de Isidoro, publicadas en 20 libros después de su muerte, fueron una enciclopedia de todo el conocimiento humano, glosada con sus propias derivaciones de términos técnicos relevantes para el tema tratado. Dejando a un lado las derivaciones, se extrajo de fuentes casi en su totalidad de segunda o tercera mano..., nada verificado, y en gran parte, como incondicional, como Internet, en otras palabras. De la misma manera, el trabajo de Isidoro fue ampliamente influyente en todo Occidente durante 1.000 años, 'un libro básico' de la Edad Media, solo superado por la Biblia. Escrito en latín simple, era todo lo que un hombre necesitaba para tener acceso a todo lo que quería saber sobre el mundo pero nunca se atrevía a preguntar, desde los 28 tipos de nombres comunes hasta los nombres de las prendas exteriores de las mujeres. Hoy en día, una conexión a Internet sirve precisamente para el mismo propósito".

## Manuscritos y ediciones impresas
Han sobrevivido casi 1000 copias manuscritas de Etymologiae. La más antigua se encuentra en la biblioteca de la abadía de San Galo, Suiza en el Codex Sangallensis, una copia del siglo IX de los libros XI a XX. El Codex Gigas del siglo XIII, el manuscrito medieval más grande existente, que ahora se encuentra en la Biblioteca Nacional de Suecia, contiene una copia de las Etymologiae.
En 1472 en Augsburgo, Etymologiae se convirtió en uno de los primeros libros impresos, seguido rápidamente por diez ediciones más en 1500. Juan de Grial realizó la primera edición erudita en Madrid en 1599. Faustino Arévalo lo incluyó como dos de los 17 volúmenes de su Opera omnia en Roma (1797–1803). Rudolph Beer produjo una edición facsímil del manuscrito de Toledo de las Etimologías en 1909. Wallace Lindsay editó la primera edición crítica moderna en 1911. Jacques Fontaine y Manuel C. Díaz y Díaz supervisaron entre 1981 y 1995 la producción de los primeros cinco volúmenes de las Etimologías en la serie Belle Lettres de 'Auteurs Latins du Moyen Age', con extensas notas al pie.